# Болєновичі
42°50′ пн. ш. 17°37′ сх. д. / 42.84° пн. ш. 17.62° сх. д.
Болєновичі (хорв. Boljenovići) — населений пункт у Хорватії, у Дубровницько-Неретванській жупанії у складі громади Стон.

## Населення
Населення за даними перепису 2011 року становило 87 осіб.
Динаміка чисельності населення поселення: